# Rocio ocotal
Rocio ocotal är en fiskart som beskrevs av Schmitter-soto 2007. Rocio ocotal ingår i släktet Rocio och familjen Cichlidae. Inga underarter finns listade i Catalogue of Life.